# ما شنغلين
ما شنغلين هو أحد الثوار الجهرية الصوفية من الهوى الذين قاتلوا ضد سلالة تشينغ في تمرد بانثاي.
في أواخر عام 1860 عندما قاد الجنرال المسلم الموالي لتشينغ ما رولونغ حملة لاستعادة مقاطعة يونان الغربية، ما شنغ لين دافع عن المدينة مع دونغيو ضد جيش ما رولونغ في معركة في وسط يونان. ما شنغلين قتل في عام 1871.